# Chimarra lahuorum
Chimarra lahuorum är en nattsländeart som beskrevs av Chantaramongkol och Malicky 1989. Chimarra lahuorum ingår i släktet Chimarra och familjen stengömmenattsländor. Inga underarter finns listade i Catalogue of Life.